# Wizja lokalna 1901
Pour plus de détails, voir Fiche technique et Distribution.
Wizja lokalna 1901 est un film historique polonais réalisé par Filip Bajon, sorti en 1981.

## Fiche technique
- Titre : Medium
- Titre original : Wizja lokalna
- Second titre : 1901, les enfants en grève
- Réalisation : Filip Bajon
- Scénario : Filip Bajon
- Musique : Zdzisław Szostak
- Photographie : Jerzy Zieliński
- Montage : Alina Faflik
- Costumes : Małgorzata Braszka, Ewa Krauze
- Société de production : Zespół Filmowy Tor
- Pays d'origine :  Pologne
- Format :
- Genre : historique
- Durée : 86 minutes (1 h 26)
- Date de sortie : 
  - Pologne : 26 janvier 1981

## Distribution
- Tadeusz Łomnicki : le maire Mossenbach
- Daniel Olbrychski : le curé Paczkowski
- Jerzy Stuhr : Wagner
- Zygmunt Bielawski : l'instituteur Pohl
- Henryk Bista : le recteur de l'école Fedtke
- Wiesław Drzewicz : l'inspecteur Winter
- Zdzisław Wardejn : l'instituteur Koralewski
- Andrzej Wasilewicz : l'instituteur Gardo
- Stanisław Igar : le député Głębocki
- Mieczysław Voit : le comte Kościelewski
- Stanisław Michalski : le procurateur Langner
- Michał Leśniak : un habitant de Września
- Jack Recknitz
- Zdzisław Szymborski
- Jerzy Trela
- Wirgiliusz Gryn

## Distinctions
Le film a été présenté à la Quinzaine des réalisateurs lors du Festival de Cannes 1981.